# Ehime FC
Ehime FC (japonsky 愛媛FC) je japonský fotbalový klub z města Macujama hrající v J3 League. Klub byl založen v roce 1970 pod názvem Macujama FC. V roce 2006 se připojili do J.League, profesionální japonské fotbalové ligy. Svá domácí utkání hraje na Ningineer Stadium.

## Významní hráči
- Rjóta Moriwaki
- Jódžiró Takahagi
- Kengo Kawamata
- Manabu Saitó